# Iván Arboleda
Iván Mauricio Arboleda (Tumaco, Nariño; 21 de abril de 1996) es un futbolista colombiano. Juega como arquero y actualmente es agente libre.

## Trayectoria

### Banfield
Arboleda militó en las divisiones inferiores del Deportivo Pasto desde 2010 compartiendo con jugadores como Yerry Mina. A mediados de 2013 tras no lograr vincularse con el Deportivo Cali pasó a Banfield de la Primera División de Argentina con solo 17 años, cuenta él como anécdota que tan solo le bastaron 20 minutos de pruebas para que le realizarán su contrato con el 'Taladro'.
Fue al banco por primera vez en el 2015 en la despedida de Claudio Vivas como director técnico de Banfield. Debutó en Primera División contra River Plate en el Estadio Monumental el 20 de marzo de 2016; mantuvo el invicto durante 90 minutos, y cuando parecía que el partido terminaba sin goles en contra para Arboleda, el delantero Lucas Alario le convirtió en el segundo minuto adicionado, para terminar en el empate 1-1.
Ya con la llegada del nuevo técnico Julio César Falcioni, volvería al banco de suplentes por el resto del campeonato.
Al año siguiente vuelve a ser titular el 11 de marzo en la derrota 2 a 0 como locales frente al Boca Juniors siendo este su único partido en el campeonato.
Para el campeonato siguiente Hilario Navarro (que en ese entonces era el arquero titular) abandonaba el club y el entrenador Julio Falcioni decidió darles la oportunidad a Arboleda y a Facundo Altamirano de pelear el puesto de titular. Arboleda terminó siendo titular en el debut de Banfield en la Superliga, al partido siguiente Arboleda se fracturaría la muñeca de su mano derecha y dejaría las canchas por un mes y medio.

### Rayo Vallecano
El 4 de septiembre de 2021 llegó al fútbol europeo tras firmar con el Rayo Vallecano de Primera División de España. A mitad de temporada volvió al fútbol argentino, siendo cedido en enero de 2022 a Newell's Old Boys.

### Newell's Old Boys

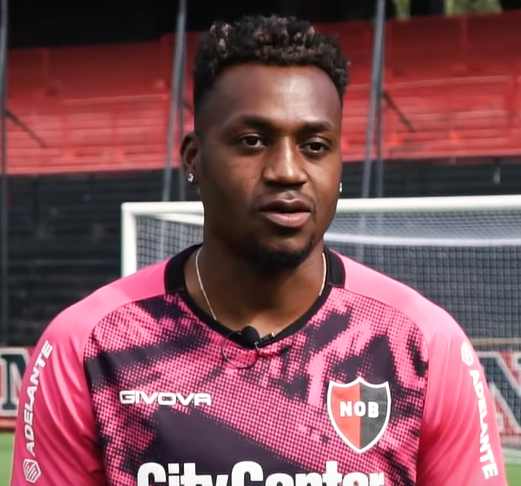
Arboleda con el C. A. Newell's en 2022.

El 10 de febrero de 2022 debuta en Newell's Old Boys ante Defensa y Justicia ganando 1-0 de local en el Estadio Marcelo Bielsa por la Copa de la Liga Profesional 2022. El 28 de junio se confirmó que de mutuo acuerdo rescindió su contrato y regresó al Rayo Vallecano. Tiempo después rescindió también su contrato con el club madrileño quedando como Agente Libre.
Anorthosis Famagusta
El 8 de julio de 2022 se confirma su vinculación con el club chipriota, firmando un contrato por un año con vencimiento el 31 de mayo de 2024. Quedando como Agente Libre

### Millonarios
El 6 de julio de 2024 es anunciado como nuevo jugador de Millonarios. Llega en condición de jugador libre y firma contrato por un año con opción de compra de sus derechos deportivos.

## Selección nacional

### Categorías inferiores

#### Participación en Sudamericanos
| Sudamericano                | Sede      | Resultado     | PJ | GR | VI |
| --------------------------- | --------- | ------------- | -- | -- | -- |
| Sudamericano Sub-17 de 2013 | Argentina | Primera ronda | 4  | -4 | 2  |

### Selección absoluta
El 14 de mayo de 2018 la Federación Colombiana de Fútbol publicó la lista de 35 preseleccionados de cara a la Copa Mundial de Fútbol de 2018, en la que fue la gran novedad de la convocatoria de José Pekerman, donde quedó junto a David Ospina, Camilo Vargas y José Fernando Cuadrado. Finalmente sería descartado antes del recorrido a Europa por el entrenador argentino al mando de la selección. 
Debutó con la selección nacional el 26 de marzo de 2019 en la derrota 2 por 1 frente a Corea del Sur en la gira realizada por Asia.

## Estadísticas

### Clubes
- Actualizado el 30 de noviembre de 2024

| Club | Div.          | Temporada     | Liga | Liga | Liga | Copas nacionales(1) | Copas nacionales(1) | Copas nacionales(1) | Torneos internacionales(2) | Torneos internacionales(2) | Torneos internacionales(2) | Total | Total | Total |
| Club | Div.          | Temporada     | PJ   | GR   | Imb. | PJ                  | GR                  | Imb.                | PJ                         | GR                         | Imb.                       | PJ    | GR    | Imb.  |
| --- | ------------- | ------------- | ---- | ---- | ---- | ------------------- | ------------------- | ------------------- | -------------------------- | -------------------------- | -------------------------- | ----- | ----- | ----- |
| Banfield Argentina | 1.ª           | 2016          | 1    | 1    | 0    | -                   | -                   | -                   | -                          | -                          | -                          | 1     | 1     | 0     |
| Banfield Argentina | 1.ª           | 2016-17       | 1    | 2    | 0    | -                   | -                   | -                   | -                          | -                          | -                          | 1     | 2     | 0     |
| Banfield Argentina | 1.ª           | 2017-18       | 13   | 8    | 5    | 1                   | 2                   | 0                   | 4                          | 6                          | 0                          | 18    | 16    | 5     |
| Banfield Argentina | 1.ª           | 2018-19       | 22   | 26   | 7    | 2                   | 1                   | 1                   | 4                          | 3                          | 2                          | 28    | 30    | 10    |
| Banfield Argentina | 1.ª           | 2019-20       | 13   | 14   | 5    | 1                   | 0                   | 1                   | -                          | -                          | -                          | 14    | 14    | 6     |
| Banfield Argentina | 1.ª           | 2020-21       | -    | -    | -    | 25                  | 21                  | 11                  | -                          | -                          | -                          | 25    | 21    | 11    |
| Banfield Argentina | Total club    | Total club    | 50   | 51   | 17   | 29                  | 24                  | 13                  | 8                          | 9                          | 2                          | 87    | 84    | 32    |
| Rayo Vallecano · España | 1.ª           | 2021-22       | -    | -    | -    | -                   | -                   | -                   | -                          | -                          | -                          | 0     | 0     | 0     |
| Rayo Vallecano · España | Total club    | Total club    | 0    | 0    | 0    | 0                   | 0                   | 0                   | 0                          | 0                          | 0                          | 0     | 0     | 0     |
| Newell's Argentina | 1.ª           | 2022          | -    | -    | -    | 8                   | 11                  | 3                   | -                          | -                          | -                          | 8     | 11    | 3     |
| Newell's Argentina | Total club    | Total club    | 0    | 0    | 0    | 8                   | 11                  | 3                   | 0                          | 0                          | 0                          | 8     | 11    | 3     |
| Anorthosis Famagusta Chipre | 1.ª           | 2023-24       | 26   | 23   | 12   | 1                   | 3                   | 0                   | -                          | -                          | -                          | 27    | 26    | 12    |
| Anorthosis Famagusta Chipre | Total club    | Total club    | 26   | 23   | 12   | 1                   | 3                   | 0                   | 0                          | 0                          | 0                          | 27    | 26    | 12    |
| Millonarios · Colombia | 1.ª           | 2024          | 6    | 4    | 2    | 0                   | 0                   | 0                   | -                          | -                          | -                          | 6     | 4     | 2     |
| Millonarios · Colombia | Total club    | Total club    | 6    | 4    | 2    | 0                   | 0                   | 0                   | -                          | -                          | -                          | 6     | 4     | 2     |
| Total carrera | Total carrera | Total carrera | 82   | 78   | 31   | 38                  | 38                  | 16                  | 8                          | 9                          | 2                          | 128   | 125   | 49    |
| (1) Incluye datos de Copa Argentina, de Copa de la Superliga, Copa de la Liga Profesional y Copa de Chipre. (2) Incluye datos de Copa Sudamericana y Copa Libertadores de América. (3)Los goles indicados en la tabla se refiere a goles encajados. |               |               |      |      |      |                     |                     |                     |                            |                            |                            |       |       |       |

### Selección
| Selección                                                                         | Temporada       | Amistosos | Amistosos | Amistosos | Sudamérica1 | Sudamérica1 | Sudamérica1 | Mundial2 | Mundial2 | Mundial2 | Total | Total | Total | Media Recibidos |
| Selección                                                                         | Temporada       | PJ        | GR        | Imb.      | PJ          | GR          | Imb.        | PJ       | GR       | Imb.     | PJ    | GR    | Imb.  | Media Recibidos |
| --------------------------------------------------------------------------------- | --------------- | --------- | --------- | --------- | ----------- | ----------- | ----------- | -------- | -------- | -------- | ----- | ----- | ----- | --------------- |
| Sub-17 · Colombia                                                                 | 2013            | —         | —         | —         | 4           | -4          | 2           | —        | —        | —        | 4     | -4    | 2     | 1               |
| Sub-17 · Colombia                                                                 | Total           | 0         | 0         | 0         | 4           | -4          | 2           | 0        | 0        | 0        | 4     | -4    | 2     | 1               |
| Mayores · Colombia                                                                | 2018            | 0         | 0         | 0         | —           | —           | —           | —        | —        | —        | 0     | 0     | 0     | 0               |
| Mayores · Colombia                                                                | 2019            | 1         | -2        | 0         | —           | —           | —           | —        | —        | —        | 1     | -2    | 0     | 2               |
| Mayores · Colombia                                                                | Total           | 1         | -2        | 0         | 0           | 0           | 0           | 0        | 0        | 0        | 1     | -2    | 0     | 2               |
| Total Selección                                                                   | Total Selección | 1         | -2        | 0         | 4           | -4          | 2           | 0        | 0        | 0        | 5     | -6    | 2     | 1.2             |
| (1) Incluye los partidos de: Sudamericano Sub-17 (2013). (2) Sin Participaciones. |                 |           |           |           |             |             |             |          |          |          |       |       |       |                 |